# Hannah Fry
Hannah Fry (Harlow, 21 febbraio 1984) è una matematica e divulgatrice scientifica britannica.
È autrice di alcuni saggi sulla matematica e compare, come conduttrice, e talvolta come ospite, in numerosi documentari, trasmissioni televisive e radiofoniche o di podcast che vertono sullo stesso argomento, realizzati da varie emittenti britanniche o di altri paesi, tra cui ABC, BBC, NBCUniversal, ITV Studios. È inoltre conferenziera in eventi promossi da TED.

## Biografia

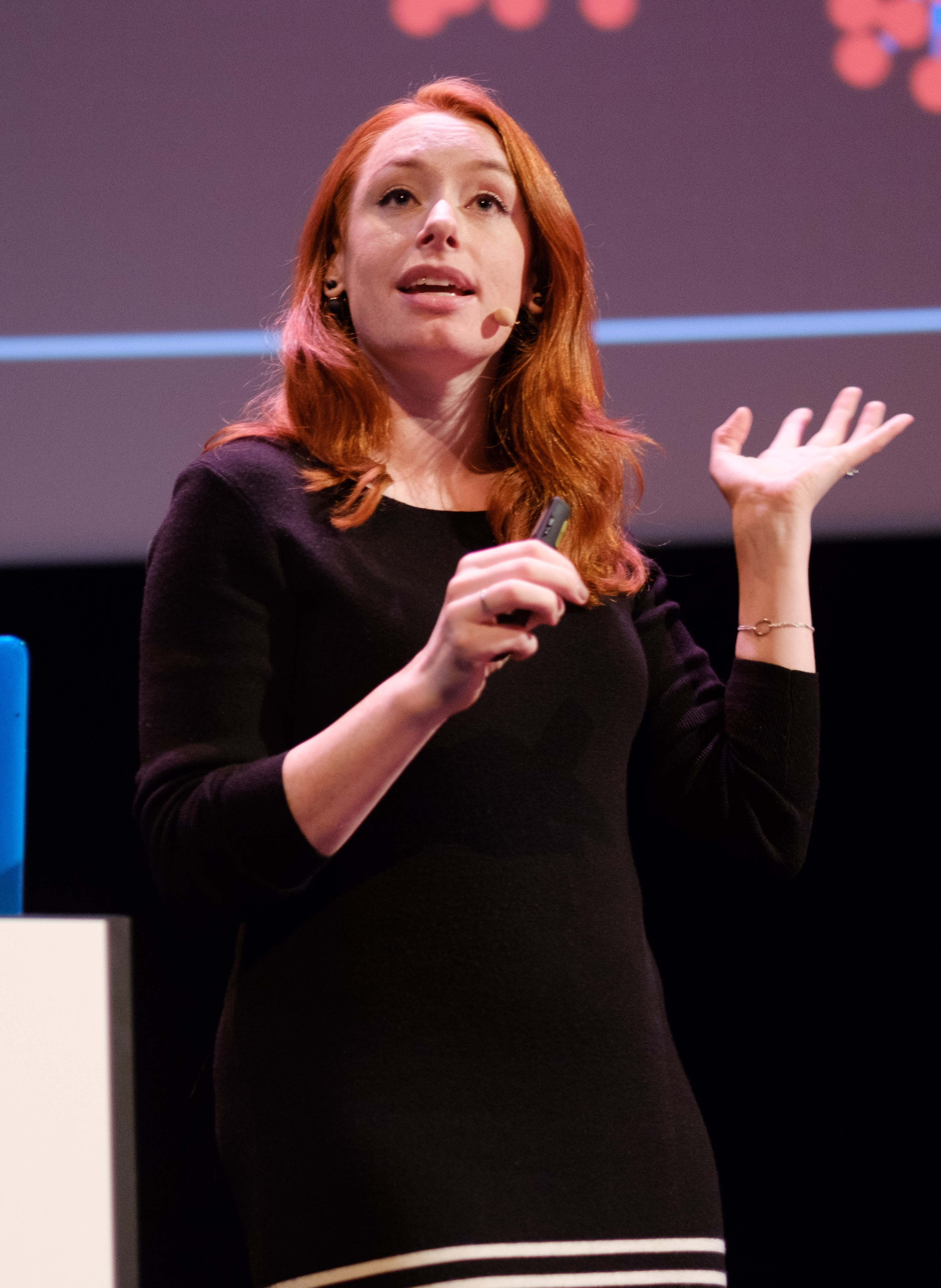
Fry alla conferenza TED The European Data of Tomorrow, tenutasi ad Amsterdam nel settembre 2017

Nel 2015 le case editrici TED Books e Simon & Schuster pubblicano congiuntamente il suo saggio The Mathematics of Love: Patterns, Proofs, and the Search for the Ultimate Equation, tradotto in italiano da Rizzoli in quello stesso anno con il titolo La matematica dell'amore. Alla ricerca dell’equazione della vita.
Nel 2019, l'editore Black Swan dà alle stampe un suo saggio su informatica e intelligenza artificiale, Hello World. How to be Human in the Age of the Machine, pubblicato in italiano da Bollati Boringhieri per la traduzione di Andrea Migliori..
Nel 2022 Penguin Books pubblica Rutherford and Fry’s Complete Guide to Absolutely Everything (Abridged), da lei scritto assieme a Adam Rutherford. Anche in questo caso l'edizione italiana, con il titolo di Guida definitiva a (quasi) tutto. (Versione breve), viene pubblicata da Bollati Boringhieri, affidata alle cure di Andrea Migliori.

## Vita privata
Hannah Fry ha sposato un autore in materia di sport, di nome Phil, da lei definito un "padre casalingo", da lei incontrato in un appuntamento al buio nel 2014, con il quale ha avuto due figlie,  dal quale ha divorziato nel 2020, pur rimanendovi in buoni rapporti. Vive a South London.
Nel gennaio 2021, le viene diagnosticato un cancro al collo dell'utero. Nonostante il quadro clinico non sembrasse presentarsi particolarmente grave, viene sottoposta a un radicale intervento chirurgico: "I chirurghi hanno deciso di optare per un intervento molto radicale e aggressivo e in pratica mi hanno asportato circa un terzo dell'addome". Come effetto collaterale del trattamento ha in seguito sofferto di linfedema secondario.

## Opere

### Saggi
- (EN) Hannah Fry, The Mathematics of Love. Patterns, Proofs, and the Search for the Ultimate Equation, Londra, TED Books/Simon & Schuster, 2015, ISBN 978-1471141805.
- (EN) Hannah Fry, The Indisputable Existence of Santa Claus, 2017, ISBN 978-1784162740.
- (EN) Hannah Fry, Hello World. How to be Human in the Age of the Machine, Cambridge, Black Swan, 2019, ISBN 978-1784163068.
- (EN) Adam Rutherford e Hannah Fry, Rutherford and Fry’s Complete Guide to Absolutely Everything (Abridged), Londra, Penguin Books, 2022, ISBN 978-0552176712.

### Articoli
- (EN) Hannah Fry, My Story, in Elle, Hearst Digital Media, 1º gennaio 2017.
- (EN) Hannah Fry, What Statistics Can and Can’t Tell Us About Ourselves, in The New Yorker, Condé Nast, 9 settembre 2019.
- (EN) Hannah Fry, When Graphs Are a Matter of Life and Death, in The New Yorker, Condé Nast, 14 giugno 2021.

### Edizioni in italiano
- Hannah Fry, La matematica dell'amore. Alla ricerca dell'equazione della vita, Segrate, Rizzoli, 2015, ISBN 9788817081979.
- Hannah Fry, Hello World. Essere umani nell’era delle macchine, traduzione di Andrea Migliori, Torino, Bollati Boringhieri, 2019, ISBN 9788833940748.
- Adam Rutherford e Hannah Fry, Guida definitiva a (quasi) tutto. (Versione breve), traduzione di Andrea Migliori, Torino, Bollati Boringhieri, 2022, ISBN 9788833932118.

## Trasmissioni televisive (elenco parziale)
- TEDx Talks - conferenza (2012-2014)
- Climate Change by Numbers - documentario TV (2015)
- Ada Lovelace: l'incantatrice dei numeri (Calculating Ada: The Countess of Computing), regia di Nat Sharman - documentario TV (2015)
- Six Degrees of Separation, regia di Ollie Bartlett - speciale TV (2015)
- City in the Sky, regia di Matt Barrett, Russell Leven e Ben Lawrie - miniserie TV (2016)
- Trainspotting Live, regia di Tony Grech-Smith - miniserie TV (2016)
- The Joy of Data, regia di Catherine Gale - documentario TV (2016)
- Stand-Up Maths - serie TV, 1 episodio (2016)
- Numberphile - serie TV, 3 episodi (2016-2018)
- Britain's Greatest Invention, regia di Claire Brown, Luke McLaughlin e Ian Russell - documentario TV (2017)
- Contagion! The BBC Four Pandemic - documentario TV (2018)
- Size Matters, regia di Matthew Thompson, James Tovell e Cremer Van'Dango - miniserie TV (2018)
- The Joy of Winning, regia di Catherine Gale - documentario TV (2018)
- Made by Machine: When AI Met the Archive - documentario TV (2018)
- Il misterioso mondo della matematica (Magic Numbers: Hannah Fry's Mysterious World of Maths) - miniserie TV (2018)
- A Day in the Life of Earth, regia di Matthew Dyas - documentario TV (2018)
- Victorian Sensations - miniserie TV (2019)
- Stargazing Live - serie TV, 1 episodio (2019)
- Countdown - game show, 5 episodi (2019)
- The Royal Institution Christmas Lectures - serie TV, episodi 10x01-10x02-10x03 (2019)

## Radio
- DeepMind: The Podcast - podcast (2019-2024)